# Zelleria abisella
Zelleria abisella is een vlinder uit de familie van de stippelmotten (Yponomeutidae). De wetenschappelijke naam van de soort werd in 1910 gepubliceerd door de Franse entomoloog Pierre Chrétien.